# SRG SSR
SRG SSR (německy Schweizerische Radio- und Fernsehgesellschaft, francouzsky Société suisse de radiodiffusion et télévision, italsky Socièta svizzera di radio-televisione, rétorománsky Societad svizra da radio e televisiun) je švýcarská rozhlasová a televizní společnost plnící funkci veřejnoprávního média.
Švýcarský systém přímé demokracie a fakt, že země má čtyři úřední jazyky znamená, že systém veřejnoprávního vysílání je ve Švýcarsku komplikovanější než v ostatních státech.
Aktuálními vlastníky licencí, které umožňují funkci SRG SSR jsou čtyři regionální asociace: SRG idée suisse Deutschschweiz (SRG.D), SSR idée suisse Romande (RTSR), Società cooperativa per la radiotelevisione nella Svizzera italiana (CORSI) a SRG SSR idée suisse Svizra Rumantscha (SRG.R).

## Historie
V roce 1931 byla založena společnost Schweizerische Rundspruchgesellschaft, pod kterou byly zastřešeny již existující regionální rozhlasové stanice. SRG obdrželo od Spolkové rady licenci k vysílání jen pro Švýcarsko a podmínku, že musí přejímat zprávy jen od Schweizerische Depeschenagentur (švýcarská obdoba ČTK).
V roce 1937 proběhla první reorganizace SRG a společnost byla více centralizovaná. Rok poté byla rétorománština uznána jako čtvrtý jazyk Švýcarska a rozhlasové studio v Curychu začalo vysílat příspěvky v rétorománštině.
Během druhé světové války bylo vysílání SRG podporováno na "intelektuální obranu" a na krátkých vlnách SRG vysílalo do celého světa. Radio Beromünster bylo považováno za jedinou svobodnou rozhlasovou stanici v němčině v Evropě.
V 50. letech se začala prosazovat tranzistorová rádia a pomalu přicházela i televize. SRG začala experimentální vysílání v Lausanne, Basileji a Curychu. Od roku 1953, bylo spuštěno oficiální televizní vysílání. Pět nocí v týdnu v kantonu Curych byl vysílán jednohodinový program. Roku 1957 získala SRG první televizní licenci ve Švýcarsku, které vstoupilo v platnost k 1. lednu 1958.
V roce 1961 získal kanton Ticino vlastní televizní studio, do té doby vysílač v kantonu Ticino vysílal pořady z jiných částí země s italskými titulky. V roce 1963 začalo televizní vysílání v rétorománštině a ve stejném roce schválila Spolková rada zavedení televizní reklamy.
Od roku 1968 vysílaly všechny televizní stanice SRG barevně.
V 70. letech byla zprovozněna nová televizní studia v Ženevě, Curychu a ve městě Comano. Rétorománštině byl dán větší význam a v roce 1975 bylo vytvořeno oddělení rétorománského televizního vysílání. Roku 1978 bylo zahájeno stereo rozhlasové vysílání.
V roce 1984 se začal vysílat teletext. Ve stejném roce SRG zahájila společně se ZDF a ORF vysílání německojazyčného kanálu 3sat a společně s francouzskými a belgickými partnery vysílání francouzskojazyčného kanálu TV5 Monde.

## Organizace
Společnost řídí generální ředitel, jednotlivé jednotky pak mají své vlastní ředitele. Těmito jednotkami jsou:
- Schweizer Radio und Fernsehen (SRF)
- Radio Télévision Suisse (RTS)
- Radiotelevisione Svizzera (RSI)
- Radiotelevisiun Svizra Rumantscha (RTR)
- Swissinfo

## Kanály
SRG SSR vysílá 18 rozhlasových a 8 televizních kanálů, které vysílají v jednom ze čtyř oficiálních jazyků Švýcarska.

### Rozhlas
- Schweizer Radio und Fernsehen - vysílání v němčině
  - Radio SRF 1 - plnoformátový kanál
  - Radio SRF 2 Kultur - kulturní kanál
  - Radio SRF 3 - hudební kanál
  - Radio SRF 4 News - zpravodajský kanál
  - Radio SRF Virus - kanál pro mládež
  - Radio SRF Musikwelle - hudební kanál s lidovou hudbou

- Radio Télévision Suisse - vysílání ve francouzštině
  - La Première - plnoformátový a zpravodajský kanál
  - Espace 2 - kulturní kanál
  - Couleur 3 - hudební kanál
  - Option Musique - hudební kanál se zaměřením na francouzskojazyčnou hudbu

- Radiotelevisione svizzera - vysílání v italštině
  - Rete Uno - plnoformátový a zpravodajský kanál
  - Rete Due - kulturní kanál
  - Rete Tre - hudební kanál

- Radiotelevisiun Svizra Rumantscha - vysílání v rétorománštině
  - Radio Rumantsch

- Swiss Satellite Radio
  - Radio Swiss Pop
  - Radio Swiss Classic
  - Radio Swiss Jazz

### Televize
- Schweizer Radio und Fernsehen - vysílání v němčině
  - SRF 1
  - SRF zwei
  - SRF info

- Radio Télévision Suisse - vysílání ve francouzštině
  - RTS Un
  - RTS Deux
  - RTS Info

- Radiotelevisione svizzera - vysílání v italštině
  - RSI LA 1
  - RSI LA 2

- Radiotelevisiun Svizra Rumantscha - vysílání v rétorománštině
  - každodenní 10-minutové vysílání na kanálech SRF 1, SRF Info a LA 2 a delší programová okna na kanálu SRF 1 v neděli odpoledne